# Johnsonita
Johnsonita là một chi bướm ngày thuộc họ Lycaenidae.